# 645年
| 千纪： | 1千纪                                                                                           |
| 世纪： | 6世纪 \| 7世纪 \| 8世纪                                                                         |
| 年代： | 610年代 \| 620年代 \| 630年代 \| 640年代 \| 650年代 \| 660年代 \| 670年代                       |
| 年份： | 640年 \| 641年 \| 642年 \| 643年 \| 644年 \| 645年 \| 646年 \| 647年 \| 648年 \| 649年 \| 650年 |
| 纪年： | 乙巳年（蛇年）；唐貞觀十九年；新罗仁平十二年；日本大化元年                                      |

## 大事记
- 二月十二日，唐太宗率六軍和長孫無忌等文武重臣親征高句麗，宋國公蕭瑀被留下來看守洛陽。
- 三月十七日，唐太宗到了定州（今河北保定）後讓太子李治監國，並留在那負責部隊的後勤任務。
- 四月六日，唐太宗與長孫無忌、岑文本、楊師道、尉遲敬德、劉弘基、閻立德等大臣到達幽州。
- 四月二十六日，李世勣攻下蓋牟城（今遼寧撫順，唐太宗改稱其地為蓋州。
- 五月十七日，李世勣與張儉等人攻下了遼東城。
- 六月初一，唐軍進軍白岩城，白岩城城主孫代音請降。
- 六月二十日，唐太宗率軍抵達安市城（今遼寧鞍山）。
- 六月二十二日，唐軍在安市附近的駐驆山（今遼寧省遼陽市西南的首山）打敗了高句麗的主力，但在這之後唐太宗對高句麗的進攻僅維持在一些小規模的突襲，再也無法前行。
- 九月十八日（10月13日），隨著冬天的臨近，唐的供給也開始匱乏，唐太宗下令從高句麗撤退。
- 玄奘归国。
- 高句麗莫離支（攝政）淵蓋蘇文請求薛延陀真珠可汗夷男攻打唐朝，但夷男並沒有這樣做。
- 九月，薛延陀真珠可汗去世，他的两个儿子曳莽突利失、拔灼和侄子咄摩支争位，最後由拔灼獲勝，是為多彌可汗，決定繼續與唐朝作戰。
- 日本
  - 6月12日——中大兄皇子发动政变，诛杀权臣苏我入鹿，改元大化，大化改新开始。
  - 皇极天皇让位于同母弟孝德天皇。

## 各国领袖

### 美洲
- 玛雅 - 巴加尔二世, 帕伦克君主 (615–683)

### 亚洲
- 中国 (唐朝) - 唐太宗, 中国皇帝 (627–649)
- 突厥(西突厥) - 乙毗射匮可汗 (641–651)
- 薛延陀 - 
  1. 真珠可汗, 可汗 (628–645)
  2. 多弥可汗, 可汗 (645–646)
- 吐谷浑 - 诺曷钵, 可汗 (635–663)
- 吐蕃 - 松赞干布, 吐蕃赞普 (629–650)
- 日本 (飞鸟时代) - 
  1. 皇极天皇, 日本天皇 (642–645)
  2. 孝德天皇, 日本天皇 (645–654)
- 朝鲜半岛 (朝鲜三国) -
  - 百济 - 义慈王, 百济王 (641–660)
  - 高句丽 - 宝藏王, 高句丽王 (642–668)
  - 新罗 - 善德女王, 新罗王 (632–647)
- 北印度 - 戒日王 (606–648)

### 中东
- 阿拉伯帝国 - 奥斯曼·本·阿凡, 哈里发 (644–656)
- 波斯 - 伊嗣俟三世, 波斯皇帝 (632–651)

### 欧洲
- 大保加利亚 - 库勃拉特（英语：Kubrat）, 可汗 (617–665)
- 拜占庭帝国 - 君士坦斯二世 (641–668)
- 西哥特王国 - 钦德斯文思（英语：Chindasuinth） (642–653)
- 伦巴底王国 - 罗萨里 (636–652)
- 摩拉维亚 - 萨莫, 斯拉夫王 (623–658)
- 法兰克王国 - 
  - 奥斯特拉西亚，西日贝尔三世, 奥斯特拉西亚国王 (634–656/660)
  - 纽斯特里亚和勃根地王国 -克洛維二世, 纽斯特里亚国王 (639–655)
- 英格兰 (七国时代) - 俄斯维乌（英语：Oswiu of Northumbria）, 不列颠的统治者（Bretwalda）
  - 东盎格利亚 -  安娜（英语：Anna of East Anglia） (c. 635-c. 653)
  - 埃塞克斯王国 - 西吉伯特一世（英语：Sigeberht I of Essex） (617–653)
  - 肯特王国 - 厄尔肯伯特（英语：Eorcenberht of Kent） (640–664)
  - 默西亚王国 - 彭达, 默西亚王 (ca.626–655)
  - 诺森布里亚 -  
    - 伯尼西亚 - 俄斯维乌（英语：Oswiu）, 伯尼西亚王（英语：King of Northumbria） (642–670)
    - 德伊勒 - 俄斯维恩（英语：Oswine of Deira）, 德伊勒王（英语：King of Northumbria） (642–651)

  - 萨塞克斯王国 -
  - 韦塞克斯 - 森沃尔赫（英语：Cenwalh of Wessex）, 韦塞克斯王 (643–674)
- 苏格兰
  - 达尔里阿达 - Ferchar mac Connaid, 达尔里阿达（Dál Riata）王 (642–650)
  - 斯特拉斯克莱德王国 - 欧根一世（英语：Eugein I of Alt Clut） (633–645)
- 威尔士 -
  - 格威尼德王国 - Cadafael Cadomedd ap Cynfeddw (634–655)
  - 波伊斯王国 -

## 逝世
- 曹宪，南朝及隋唐学者（541年出生，104岁）
- 真珠可汗，7世纪薛延陀可汗，名「夷男」，也咥可汗之孫。
- 高延壽，高句麗國的王室貴族，唐朝征討高句麗的駐蹕山之戰後降唐，在唐軍回師途中憂慮而死。